# Yehuda Gilad
Yehuda Gilad (né à Gan-Shmuel) est un professeur de clarinette de l'école de musique de la Colburn School et de l'université du Sud de la Californie Thornton School of Music.

## Biographie

### Formation
Yehuda Gilad naît et grandit dans le kibboutz Gan-Shmuel. Il émigre aux États-Unis en 1975. Parmi ses professeurs figurent Mitchell Lurie, Herbert Zipper et Giora Feidman. Yehuda Gilad participe également à de nombreuses classes de maître avec Sergiu Celibidache et Leonard Bernstein.

### Carrière
Yehuda Gilad vise à intégrer l'interprétation, la direction d'orchestre et l'enseignement dans tous les aspects de son art musical. En tant que chef d'orchestre, artiste et professeur, il aspire à une « musicalité totale ». En plus de ses responsabilités en tant que professeur de musique à la Colburn School et de l'USC, M. Gilad est régulièrement invité à présenter des classes de maître et des spectacles de musique, aux conservatoires et festivals dans le monde entier. Il a été invité notamment par les institutions telles que le Kings College (Suède), le Festival d'hiver en Espagne, à l'Institut Curtis de Philadelphie, au Mannes College, à la Juilliard, à l'Académie Sibelius (Oslo), au Conservatoire de Pékin, à l'École de musique de Manhattan.
Clarinettiste accompli, Yehuda Gilad s'est produit au festival de Marlboro, au festival Bowdoin, au festival de musique de chambre de San Francisco, au festival Crusell et à l'Académie de musique de l'Ouest à Santa Barbara. Il a collaboré en tant qu'interprète et chef d'orchestre avec de nombreux artistes, notamment Gil Shaham, Sarah Chang, Joseph Kalichstein, Vladimir Feltsman, Joshua Bell, Jimmy Linn.
De 1982 à 1993, Yehuda Gilad sert en tant que directeur du festival de musique de Malibu Strawberry Creek. Il fonde également le Yoav Chamber Ensemble, qui s'est produit au Merkin Concert Hall, au Carnegie Recital Hall et avec l'ensemble de chambre Colburn Woodwind Chamber Players, avec qui il a effectué une tournée en Allemagne, en Chine et dans les grandes villes à travers les États-Unis[réf. nécessaire].
En tant que chef d'orchestre, Yehuda Gilad a été chef d'orchestre et directeur musical du  Colonial Symphony of New Jersey, aujourd'hui dissous de 1988 à 2003. Il exerce ce poste dès 1988 et reçoit de bonne critique dans The New York Times pour sa « programmation fortement imaginative » et en tant que champion dans la musique contemporaine américaine. Comme indiqué dans un article du journal The StarLedger, Gilad a « transformé le Colonial Symphony en un des lanceurs de tendances du New Jersey ». Sous sa direction, l'orchestre est devenu le seul de la région à recevoir une subvention de l'AEN, pour sept années consécutives. En 1995 et 1996, l'orchestre a reçu le prix du Distinguished Organisation d'Arts de l'État de New Jersey, « pour la qualité artistique et sa programmation ». 
En tant qu'ardent défenseur de l'éducation artistique, Yehuda Gilad a élevé le Colonial Symphony non seulement en tant que premier orchestre régional, mais enseigne également la direction d'orchestre, dans diverses écoles, intégrant l'orchestre dans les programmes de formation des écoles. Yehuda Gilad est actuellement le Directeur de la Musique de l'Orchestre Colburn. Il est un invité fréquent en tant que chef d'orchestre sur quatre continents. Il a également dirigé le Santa Monica Symphony, de Bonn Sinfonietta (Allemagne), le Jerusalem Music Center (Israël), l'orchestre Herbert Zipper de Los Angeles et les concerts du 20th Century Unlimited à Santa Fe.
En 1987, Yehuda Gilad est le premier chef israélien à se produire en Chine et depuis, il a dirigé de nombreuses fois à Pékin et à Shanghai.

## Prix
Yehuda Gilad a gagné les éloges dont le prix d'Éminent professeur de la Commission présidentielle des savants de la Maison Blanche, nommé enseignant de l'année de la Colburn School, une bourse d'études de la fondation culturelle Amérique-Israël et du prix Robert Simon en musique.
Il a également participé à diverses émissions diffusées sur diverses chaînes de télévision ou de radio.